# Bryophila domestica
Bryophile perlée
Espèce
Synonymes
- Phalaena domestica Hufnagel, 1766 (protonyme)
- Cryphia domestica (Hufnagel, 1766)
- Noctua perla Denis & Schiffermüller, 1775
- Cryphia perla (Denis & Schiffermüller, 1775)

Bryophila domestica, la Bryophile perlée, est une espèce de papillons de nuit de la famille des Noctuidae.

## Taxinomie et systématique
L'espèce a été initialement classée dans le genre Phalaena sous le protonyme Phalaena domestica Hufnagel, 1766.